# Valentina Petrassi
Valentina Petrassi (Roma, 5 ottobre 1974) è un'ex cestista italiana.
Playmaker di 172 cm, ha giocato in Serie A1 con Messina e Termini Imerese.

## Statistiche

### Presenze e punti nei club
Statistiche aggiornate al 30 giugno 2014
| Stagione        | Squadra                    | Competizione | Partite | Partite | Partite | Statistiche tiro | Statistiche tiro | Statistiche tiro | Altre statistiche | Altre statistiche | Altre statistiche | Altre statistiche | Altre statistiche |
| Stagione        | Squadra                    | Competizione | Pres.   | Titol.  | Minuti  | Tiri da 2        | Tiri da 3        | Liberi           | Rimb.             | Assist            | Rubate            | Stopp.            | Punti             |
| --------------- | -------------------------- | ------------ | ------- | ------- | ------- | ---------------- | ---------------- | ---------------- | ----------------- | ----------------- | ----------------- | ----------------- | ----------------- |
| 1995-1996       | Caffè Barbera Messina      | Serie A2/E   |         |         |         |                  |                  |                  |                   |                   |                   |                   |                   |
| 1996-1997       | Caffè Barbera Messina      | Serie A1     | 18      |         | 179     | 1/8              | 11/33            | 7/13             | 10                | 2                 | 12                |                   | 42                |
| 1997-1998       | Caffè Barbera Messina      | Serie A1     | 11      |         | 54      | 1/5              | 3/8              | 0/0              | 1                 | 1                 | 1                 |                   | 11                |
| 1998-1999       | Vini Corvo Termini Imerese | Serie A2     |         |         |         |                  |                  |                  |                   |                   |                   |                   |                   |
| 1999-2000       | Giuseppe Rescifina Messina | Serie A1     | 11      |         | 83      | 0/2              | 3/13             | 10/13            | 3                 | 3                 | 4                 |                   | 19                |
| 2000-2001       | Carinweb Messina           | Serie A1     | 26      |         | 678     | 14/46            | 33/104           | 36/51            | 30                | 20                | 25                |                   | 163               |
| 2001-2002       | Giuseppe Rescifina Messina | Serie A1     | 28      |         | 703     | 35/85            | 40/137           | 22/33            | 29                | 28                | 52                |                   | 21                |
| '02-dic. '02    | Libertas Termini           | Serie A1     | 8       |         | 266     | 12/30            | 12/28            | 4/9              | 10                | 10                | 23                |                   | 64                |
| dic. '02-'03    | Reitrans Catania           | Serie A2     | 20      |         |         |                  |                  |                  |                   |                   |                   |                   | 240               |
| 2004-2005       | Ducato Siena               | Serie A2     |         |         |         |                  |                  |                  |                   |                   |                   |                   |                   |
| 2005-2006       | Ducato Siena               | Serie A2     | 13      | 11      | 452     | 42/80            | 19/56            | 39/57            | 48                | 44                | 42                | 0                 | 177               |
| 2006-2007       | Ducato Siena               | Serie A2     | 35      | 33      | 1.079   | 49/104           | 45/123           | 62/98            | 99                | 105               | 114               | 4                 | 293               |
| 2007-2008       | Consum.it Siena            | Serie A2     | 28      | 23      | 930     | 30/71            | 26/140           | 56/82            | 116               | 64                | 71                | 1                 | 200               |
| 2008-2009       | Consum.it Siena            | Serie A2     | 28      | 28      | 1.054   | 42/106           | 22/106           | 52/82            | 125               | 85                | 98                | 5                 | 202               |
| 2009-2010       | Consum.it Siena            | Serie A2     | 28      | 28      | 1.021   | 35/91            | 31/107           | 42/59            | 107               | 59                | 62                | 0                 | 205               |
| 2010-2011       | Consum.it Siena            | Serie A2     | 19      | 19      | 684     | 11/50            | 18/76            | 32/42            | 71                | 40                | 45                | 0                 | 108               |
| 2011-2012       | Ducato Siena               | Serie A2     | 30      | 18      | 914     | 20/62            | 33/127           | 17/37            | 93                | 26                | 54                | 2                 | 158               |
| 2013-2014       | Minerale Puro Roma         | Serie A2     | 22      | 10      | 553     | 17/45            | 17/92            | 17/32            | 63                | 39                | 39                | 4                 | 102               |
| Totale carriera |                            |              |         |         |         |                  |                  |                  |                   |                   |                   |                   |                   |

## Palmarès
- Campionato italiano di Serie A2 d'Eccellenza: 1
Rescifina Messina: 1995-1996